# Pierre Dréossi
 (janvier 2024).
Pierre Dréossi, né le 12 octobre 1959 à Roubaix, est un footballeur, entraîneur, et manager français.

## Biographie
En tant que joueur, il évolue au poste de défenseur-stoppeur. Durant sa carrière de joueur, il dispute 502 matchs de championnat (dont 454 en Division 1) et marque 4 buts. Il est international espoirs en 1981.
Après avoir mis un terme à sa carrière professionnelle à l'AS Cannes en 1992, il se reconvertit comme entraîneur.
Il officie ensuite à partir de 1996 comme manager de Lille notamment avec Vahid Halilhodžić avant de rejoindre en juin 2002 au même poste le Stade rennais de François Pinault. En juin 2006, devant le refus de Raynald Denoueix de succéder à Laszlo Bölöni, Pierre Dréossi prend la double-casquette de manager-entraîneur des Rennais (seul dirigeant de Ligue 1 à posséder ces deux fonctions).
Après avoir mené le Stade rennais à la quatrième place en 2006-07, et très bien commencé la saison 2007-08, il démissionne de son poste d'entraîneur après deux éliminations en Coupe de la ligue et Coupe de l'UEFA, et une série de six défaites qui font plonger le club de la troisième à la treizième place. Il conserve néanmoins sa place de manager général, Guy Lacombe devenant entraîneur de l'équipe professionnelle.
Le 11 juin 2013, à la suite de la défaite en finale de la coupe de la Ligue face à l'AS Saint Etienne, mais aussi à de mauvais résultats en championnat, Pierre Dréossi est démis de ses fonctions de manager général du Stade rennais en même temps que Frédéric Antonetti.
Le 21 décembre 2015, Pierre Dréossi est nommé manager général du Paris FC .
Le 2 janvier 2020, il est écarté avec  Mécha Bazdarevic l'entraineur de l'équipe professionnel alors 19ème de Ligue 2, de sa fonction de manager général du Paris FC.
Le 16 juin 2022, le FC Metz le nomme comme nouveau Directeur sportif.
En 2024, le RC Lens le nomme Directeur général avant d'être renvoyé un an après.

## Carrière

### Comme joueur
- ES Wasquehal (centre de formation)
- 1976-1983 :  LOSC Lille
- 1983-1985 :  FC Sochaux
- 1985-1988 :  OGC Nice
- 1988-1989 :  Paris SG
- 1989-1992 :  AS Cannes

### Comme encadrant
- 1992-1994 :  AS Cannes (centre de formation)
- 1994-1996 :  AS Cannes (entraîneur-adjoint)
- 1996-2002 :  LOSC Lille (Directeur sportif puis Directeur général)
- 2002-2006 :  Stade rennais (Manager général)
- juin 2006- déc. 2007 :  Stade rennais (Entraîneur et Manager général)
- déc. 2007 - juin 2013 :  Stade rennais (Manager général)
- déc. 2015 - jan 2020 :  Paris FC (Manager général)
- oct. 2020 - juillet 2021 :  Panathinaïkos (Directeur sportif)
- juin 2022 - juin 2024 :  FC Metz (Directeur sportif)
- juin 2024 - ... :  RCLens (Directeur Général)